# نمول برازيلي
نمول برازيلي (الاسم العلمي:Alternanthera brasiliana) هو نوع من النباتات يتبع جنس النمول من الفصيلة القطيفية.